# Tom and Jerry in New York
Tom and Jerry in New York (no Brasil e em Portugal, Tom e Jerry em Nova Iorque) é uma série de animação americana que estreou na HBO Max em 1 de julho de 2021. A série foi baseado na série de curta-metragens Tom and Jerry, criados por William Hanna e Joseph Barbera e serve como uma série subsequente ao filme de mesmo nome, que foi lançado nos cinemas e na HBO Max em 26 de fevereiro de 2021.
Com episódios dirigidos por Darrell Van Citters, a série tem o mesmo estilo de arte que The Tom and Jerry Show com a equipe original retornando junto com William Hanna (por meio de gravações de arquivo) como as vozes de Tom e Jerry.
Inclui o elenco de William Hanna (gravações arquivadas), Kath Soucie, Joey D'Auria, Rick Zieff e Sam Kwasman.

## Enredo
Após os eventos do filme de live-action de mesmo nome, a série segue Tom e Jerry tendo novas aventuras no Royal Gate Hotel e por toda a cidade de Nova York.

## Elenco
- William Hanna e Rich Danhakl como:
  - Tom Cat, um retratado de várias maneiras como um gato doméstico fazendo seu trabalho e uma vítima das tentativas de chantagem de Jerry, às vezes no mesmo período.
  - Jerry Mouse, um rato que vive na mesma casa que os donos de Tom, permitindo que o caos e a destruição ocorram enquanto ele e Tom lutam.
- Kath Soucie como Tuffy Mouse: O pequeno camundongo órfão de fralda azul / cinza que é sobrinho de Jerry.
- Joey D'Auria como Butch Cat: Um gato de rua preto que é o líder dos valentões que geralmente são amigos de Tom e o ajudam a pegar Jerry.
- Rick Zieff como Spike Bulldog: Um bulldog é geralmente amigável e amável, e um pai amoroso para seu filho Tyke.
- Sam Kwasman como Quacker: Um pequeno patinho que é muito confiante, mesmo confiando no Tom em muitas situações em que Tom deseja comê-lo.

## Exibição
Nos Estados Unidos, a série estreou em 1 de julho de 2021 na HBO Max. No Canadá, a série estreou em 18 de setembro de 2021 no canal Teletoon.
Internacionalmente, a série é transmitido em canais Boomerang.

### Exibição do Brasil
No Brasil, a série estreou no streaming HBO Max em 17 de dezembro de 2021, enquanto na TV foi exibida dia 6 de janeiro de 2022 no canal Cartoon Network e no dia 10 de janeiro de 2022 através do canal irmão Cartoonito.

### Exibição em Portugal
Em Portugal, a série estreou no Boomerang em 20 de dezembro de 2021 e atualmente é exibido no Cartoonito desde 23 de março de 2023. Também está disponível no catálogo do HBO Max.

## Produção
Desenvolvimento
Em 29 de outubro de 2019, Tom e Jerry em Nova York foram mostrados pela primeira vez durante o evento de transmissão ao vivo de demonstração da conferência HBO Max da WarnerMedia, onde era originalmente conhecido como Tom and Jerry in the Big City e escondido sob Max Originals, o quarto consecutivo ao lado de Craftopia, The Not-Too-Late Show with Elmo e The Fungies!.
Em 28 de maio de 2020, no Twitter oficial da WarnerMedia, um dia após a data de lançamento do serviço de streaming, postou um vídeo de conteúdo atual e futuro indo para e / ou no site, entre a parte final da lista de vídeos do próximo ano Max  Originals e espremido entre Tig n 'Seek e Circe, estava Tom and Jerry sob um novo título de in the Big City,
Em 10 de junho de 2021, a WarnerMedia anunciou oficialmente a série com o título original de Tom e Jerry em Nova York, que estreou na HBO Max a partir de 1º de julho de 2021.
Darrell Van Citters, da Renegade Animation, e Ashley Postelwaite, que produziram The Tom and Jerry Show durante a última década, voltaram nos mesmos papéis, com Van Citters também dirigindo novamente.